# هنري جيلمان
هنري جيلمان (بالإنجليزية: Henry Gilman)‏ (9 مايو 1893 - 7 نوفمبر 1986) هو كيميائي عضوي أمريكي عرف بأنه الأب الروحي للكيمياء العضوية الفلزية، ولد هنري في بوسطن، كان الابن الثالث من ثمانية أطفال تخرج من ثانوية في مدينته والتحق بجامعة هارفارد.